# Närs kyrka
Närs kyrka är en kyrkobyggnad på Gotland som tillhör När-Lau församling i Visby stift. Kyrkan har en relativt ocentral placering i socknen, men nära Närkån och ett antal huvudvägar.

## Kyrkobyggnaden
Den medeltida kyrkan består av ett tvåskeppigt långhus med tre travéer. I öster finns ett smalare rakt avslutat kor, i väster ett kyrktorn och på korets nordsida en sakristia. Byggnadsmaterialet är i huvudsak kalksten. Äldst är tornet, uppfört vid 1200-talets mitt till en tidigare romansk absidkyrka, vars grundmurar påträffats under nuvarande kyrkans golv (utgrävning 1933). Av intresse är tornets tydliga försvarsanordningar i form av skyttegluggar. Omkring 1300 uppfördes kor och långhus i gotisk stil. Sakristian är från 1878. Fasaderna är putsade, med hörnkedjor och fönsteromfattningar i fint huggen kalksten. Kyrkans spetsbågiga masverksfönster är alla ursprungliga, norra muren är helt blind. Koret täcks av ett brant sadeltak och även sakristian har sadeltak. Det högre långhuset har ett basilikaliknande tvådelat tak. Smala pulpettak i norr och söder bildar övergång mellan tornets bredare nedre del och klockvåningen, med sina rundbågiga kolonettförsedda ljudgluggar samt åttkantig tornspira. Kor och långhus har rikt skulpterade perspektivportaler i söder (långhusportalen till stor del nyhuggen), medan tornportalen (kyrkans äldsta portal) i väster är rundvälvd i två språng och har ursprunglig järnsmidesförsedd dörr. Det vitkalkade kyrkorummet präglas av de sex höga kryssvalven, vilka uppbärs av två kolonner med ornerade kapitäl. Spetsbågiga muröppningar sammanbinder långhus med kor och ringkammare. Det rymliga koret, som täcks av ett kryssvalv, lyses upp av ett stort tredelat östfönster samt ett mindre sydfönster. Ringkammarens låga kryssvalv är äldst av valven. 1982 - 1983 restaurerades kyrkan efter förslag av arkitekt Birger Andersson.

## Inventarier
- Kyrkan har intressant efterrefomatorisk inredning.
- Dopfunten med reliefer är av sandsten och tillverkades av stenmästaren Hegvald omkring 1200.
- Triumfkrucifixet är från senmedeltiden.
- Altaruppsatsen tillverkades i Burgsvik vid 1600-talets slut och målades 1703 av Christan Lorens Numens. Den ersatte en äldre altaruppsats som finns i Lau kyrka.
- Predikstolen från 1687 tillverkades sannolikt av Visbysnickaren Jochim Sterling och målades 1689 av Johan Bartsch d.y. Tillhörande ljudtak tillverkades 1754 av Matthis Glämstker i Garde.
- Största delen av bänkinredningen är från 1600-talet.

### Orgel
- Den tidigare orgeln byggdes 1861 av Carl Gustav Cederlund, Stockholm, och hade 5 stämmor.
- Orgeln byggdes 1931 av Åkerman & Lund Orgelbyggeri i Stockholm. Den är pneumatisk.

| Manual I            | Manual II           | Pedal         | Koppel  |
| Borduna 16’         | Gedackt 8’          | Subbas 16’    | I/P     |
| Principal 8’        | Salicional 8’       | Violoncell 8’ | II/P    |
| Flûte harmonique 8’ | Voix celeste 8’     |               | II/I    |
| Gamba 8’            | Flûte octaviante 4’ |               | I 4'/I  |
| Octava 4'           |                     |               | II 4'/I |
| Cornett 3 chor      |                     |               |         |

## Omgivning
- Två stigluckor finns bevarade på kyrkogården, i söder och öster.

## Bildgalleri

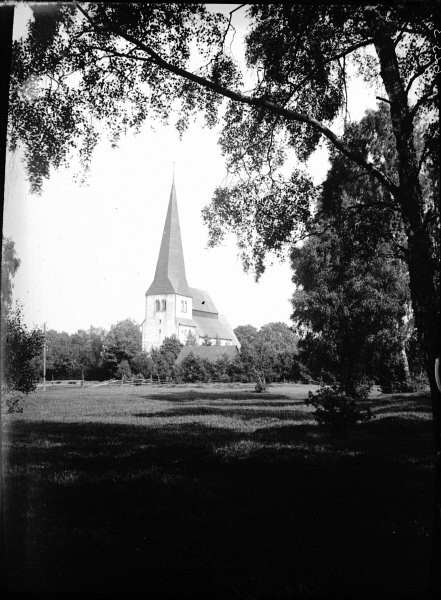
Kyrkan i landskapet
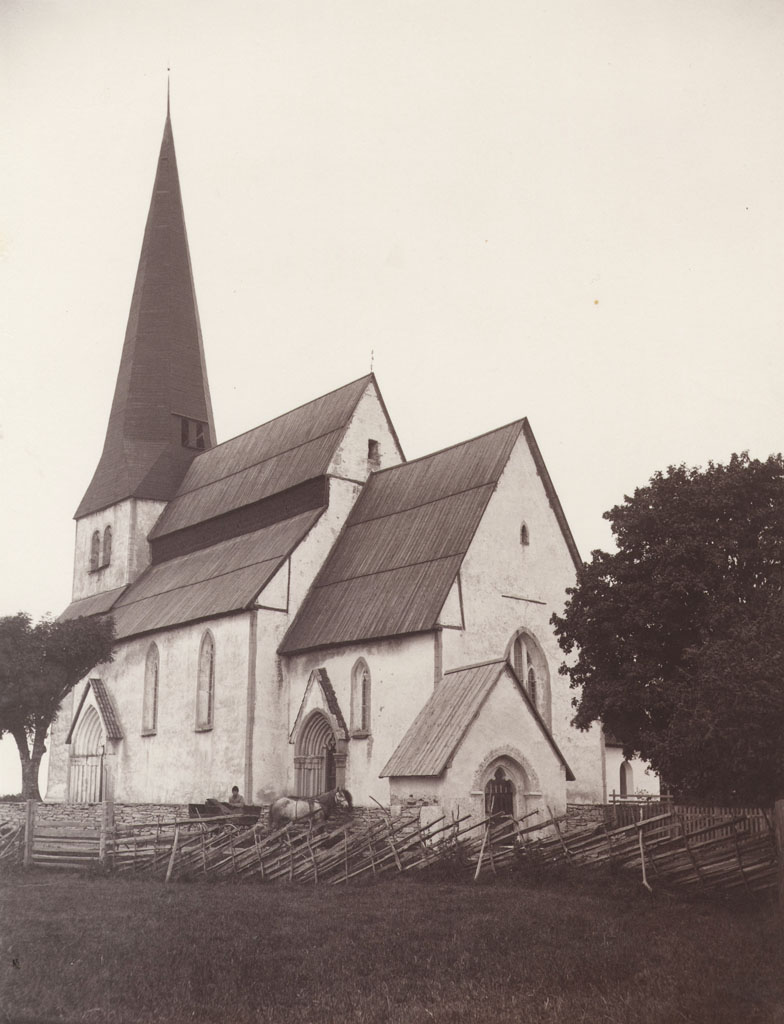
Kyrkan under slutet av 1800-talet
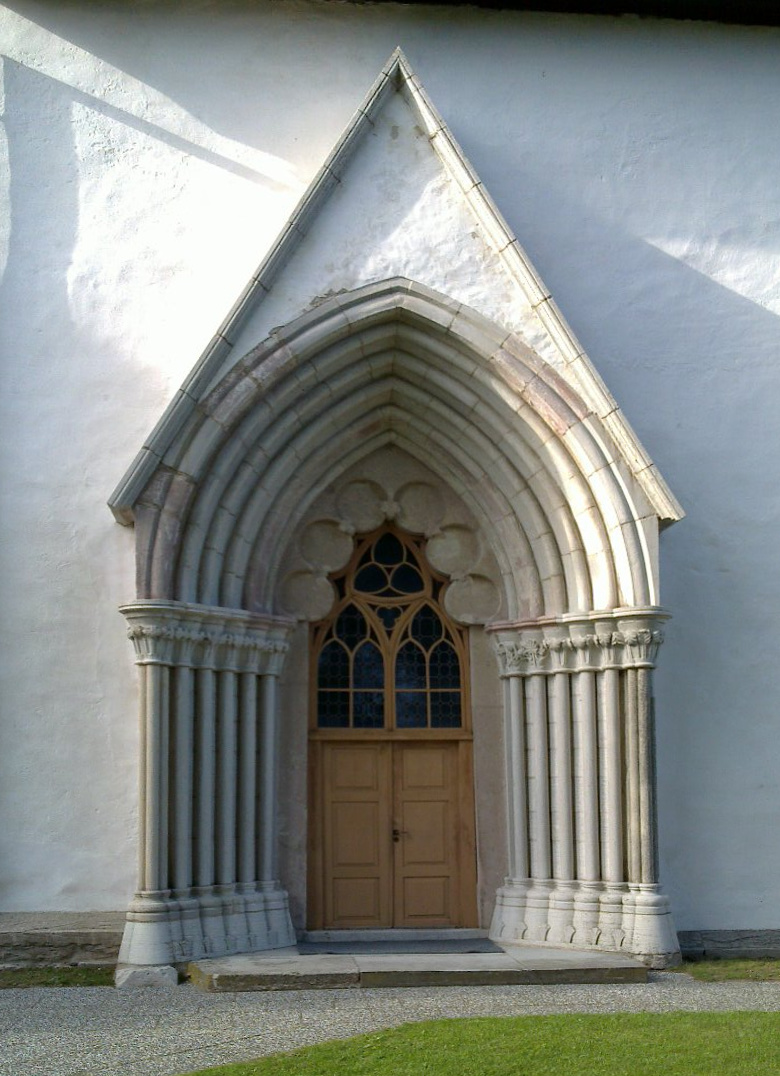
Sydportalen
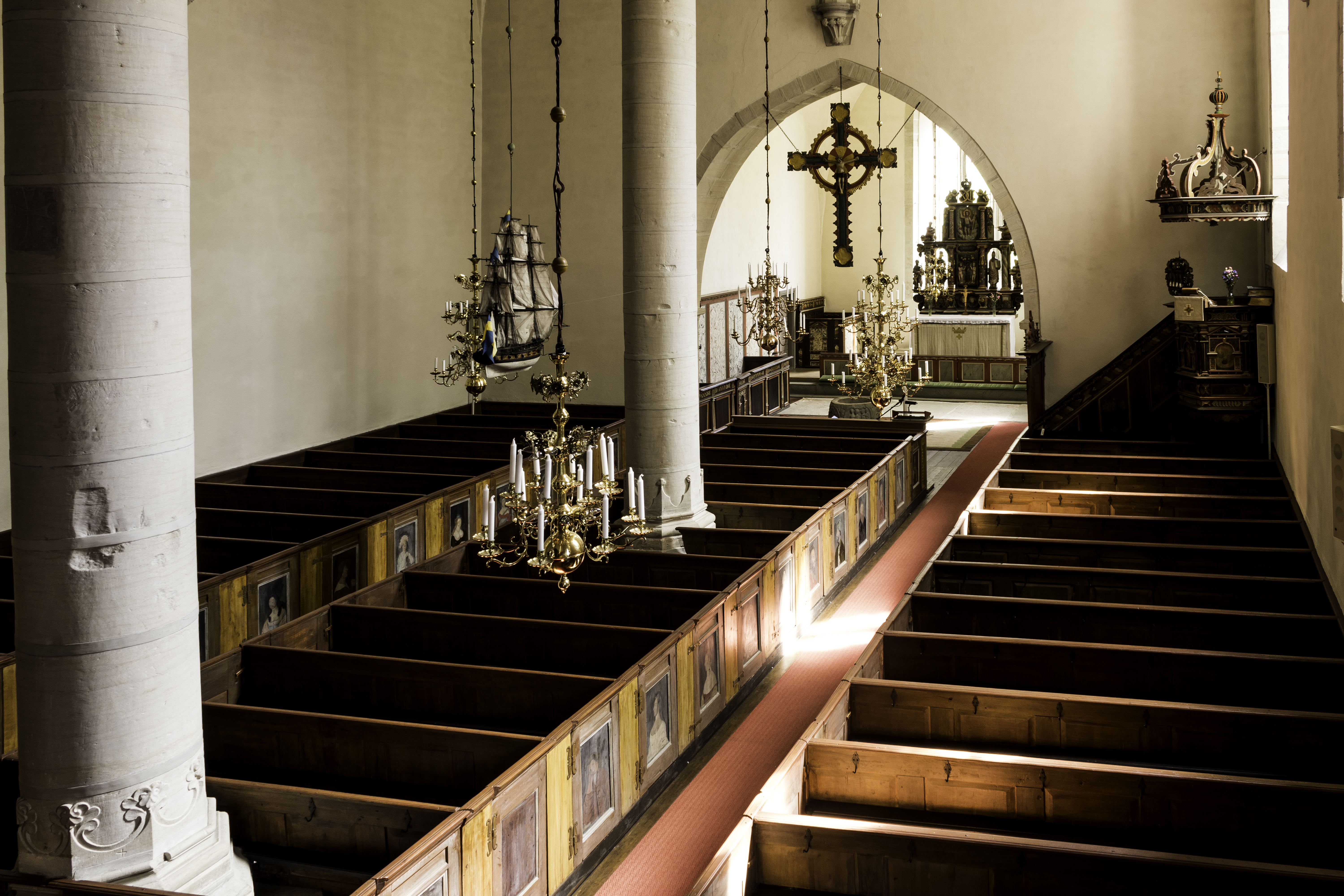
Interiör
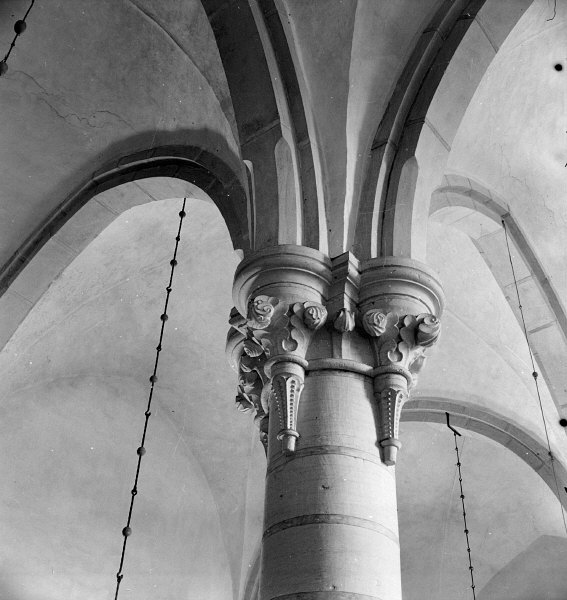
Pelare med kapitälband
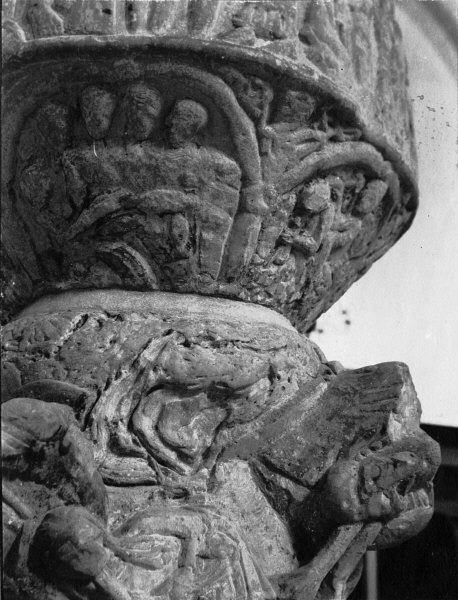
Dopfunten
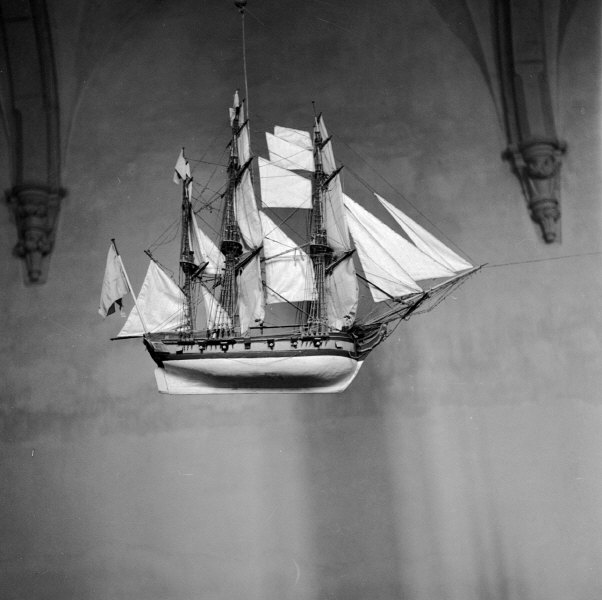
Votivskepp